# 水路業務法
水路業務法（すいろぎょうむほう、昭和25年4月17日法律第102号）は、水路測量の成果その他の海洋に関する科学的基礎資料を整備し、もって海空交通の安全の確保に寄与するとともに、国際間における水路に関する情報の交換に資することに関する日本の法律である。
海上保安庁海洋情報部企画課が所管し、国土交通省港湾局海洋・環境課、海事局検査測度課、海上自衛隊海洋業務・対潜支援群と連携して執行にあたる。
なお、大東亜戦争（太平洋戦争・第二次世界大戦）終結以前は、『水路部令』という勅令により、海軍省隷下の大日本帝國海軍水路部第3課が担当していた。海軍省解体後、本法律が制定される前は運輸省海運総局水路局を経て、海上保安庁水路部（現・海洋情報部）に引き継がれていた。

## 構成
- 第1章 - 総則（第1条~第5条）
- 第2章 - 水路測量及び海象観測の実施等（第6条~第20条）
- 第3章 - 水路測量及び海象観測の成果（第21条~第25条）
- 第4章 - 水路に関する業務の受託（第26条）
- 第5章 - 削除
- 第6章 - 罰則（第28条~第30条）
- 附則